# Диктатор
Диктатор је владар који има потпуни ауторитет. Држава којом влада диктатор зове се диктатура. Ријеч има поријекло од титуле магистрата у античком Риму којег је постављао Сенат, да би владао за вријеме ванредног стања. Као израз „тиранин”, израз „диктатор” се углавном користи за описивање вође који држи и/или злоупотреба ванредну количину личне власти, посебно његову моћ за доношење закона без ефективног ограничавања од стране законодавне скупштине. Диктатуре често карактеришу неке од сљедећих особина: суспензије избора и грађанских слобода, проглашавање ванредног стања, владавина декретом, потискивање политичких противника без поштовања владавине права, укључујући једнопартијски систем и култ личности.
Израз „диктатор” се пореди — али није синоним за — антички концепт тиранина, у почетку „тиранин”, као и „диктатор”, није имао негативно значење. Широк спектар лидера долази на власт у великом броју различитих врста режима, као што је војна хунта, једнопартијски систем и народна власт под личном владавином, могу се описати као диктатори. Они могу бити крајњи љевичари или крајњи десничари, али и аполитични.

## Савремено доба
Још у другој половини 19. века, термин диктатор је имао повремене позитивне импликације. На пример, током Мађарске револуције 1848. године, националног вођу Лајоша Кошута су његове присталице и клеветници често називали диктатором, без икаквих негативних конотација, иако је његова званична титула била регент-председник. Приликом стварања привремене извршне власти на Сицилији током Експедиције хиљаде 1860. године, Ђузепе Гарибалди је званично преузео титулу „диктатора“ (види Гарибалдијева диктатура). Убрзо након тога, током Јануарског устанка 1863. у Пољској, „диктатор“ је такође била званична титула четворице вођа, од којих је први био Лудвик Миерославски.
Међутим, после тог времена термин диктатор је увек добијао негативну конотацију. У популарној употреби, диктатура се често повезује са бруталношћу и угњетавањем. Као резултат тога, често се користи и као термин злоупотребе политичких противника. Термин је такође постао повезан са мегаломанијом. Многи диктатори стварају култ личности око себе и такође су склони да себи дају све величанственије титуле и почасти. На пример, Иди Амин Дада, који је био поручник британске војске пре стицања независности Уганде од Британије у октобру 1962. године, касније је себе назвао „Његова Екселенција, доживотни председник, фелдмаршал Ал Хаџи доктор[A] Иди Амин Дада, ВЦ,[B] DSO, MC, освајач Британске империје у Африци уопште и Уганди посебно“. У филму Велики диктатор (1940), Чарли Чаплин је сатирирао не само Адолфа Хитлера већ и саму институцију диктатуре.

### Добронамерна диктатура
Добронамерна диктатура се односи на владу у којој ауторитарни вођа има апсолутну политичку моћ над државом, али се сматра да то чини на добробит становништва у целини, што је у супротности са изразито злонамерним стереотипом о диктатору. Добронамјерни диктатор може дозволити постојање неких грађанских слобода или демократског доношења одлука, као што су јавни референдуми или изабрани представници са ограниченом моћи, и често врши припреме за прелазак на истинску демократију током или након свог мандата. То се може посматрати као република, облик просвећеног деспотизма. Ознака је примењена на лидере као што су Јоанис Метаксас из Грчке (1936–41), Мустафа Кемал Ататурк из Турске (1923–38), Јосип Броз Тито из СФР Југославије (1953–80) и Ли Гуангјао из Сингапура (1959–90).

### Војне улоге
Веза између диктатора и војске је уобичајена. Многи диктатори улажу велике напоре да нагласе своје везе са војском и често носе војне униформе. У неким случајевима, ово је сасвим легитимно; на пример, Франсиско Франко је био генерал шпанске војске пре него што је постао шеф државе Шпаније,, а Мануел Норијега је био званично командант Одбрамбених снага Панаме. У другим случајевима, асоцијација је само претварање.

### Манипулација масама
Неки диктатори су били мајстори манипулације масама, као што су Мусолини и Хитлер. Други су били прозаичнији говорници, попут Стаљина и Франка. Обично диктаторови људи преузимају контролу над свим медијима, цензуришу или уништавају опозицију и свакодневно дају јаке дозе пропаганде, често изграђене око култа личности.
Мусолини и Хитлер су користили сличне, скромне титуле називајући их "Вођа". Мусолини је користио „Ил Дуче“, а Хитлер се генерално називао „дер Фирер“, а оба значе „вођа“ на италијанском и немачком језику. Франко је користио сличан наслов „Ел Каудиљо“ („глава“, „поглавар“) и за Стаљина је његово усвојено име, што значи „човек од челика“, постало синоним за његову улогу апсолутног вође.

### Критика
Кориштење термина диктатор у западним медијима критиковала је левичарска организација Поштење & тачност извештавања као „Кодекс за владу која нам се не свиђа“. Према њима, лидери који се генерално сматрају ауторитарним, али су савезници са САД, као што су Пол Бија или Нурсултан Назарбајев, ретко се помињу као „диктатори“, док се за лидере земаља које се противе америчкој политици као што су Николас Мадуро или Башар Ал-Асад тај израз примењује много слободније.

## Кршење људских права
Временом је познато да диктатори користе тактике које крше људска права. На пример, под совјетским диктатором Јосифом Стаљином, владину политику спроводила је тајна полиција и Гулаг систем затворских радних логора. Већина затвореника Гулага нису били политички затвореници, иако се значајан број политичких затвореника могао наћи у логорима у било ком тренутку. Подаци прикупљени из совјетских архива говоре о броју погинулих у Гулагама од 1.053.829. Остала кршења људских права од стране совјетске државе укључивала су експериментисање на људима, употребу психијатрије као политичког оружја и ускраћивање слободе вероисповести, окупљања, говора и удруживања. Слични злочини почињени су током владавине председника Мао Цедунга над Народном Републиком Кином током Кинеске културне револуције, где је Мао настојао да очисти друштво од дисидената, првенствено кроз коришћење омладинских група које су снажно посвећене његовом култу личности,, и током владавине Аугуста Пиночеа хунта у Чилеу.
Неки диктатори су повезани са геноцидом над одређеним расама или групама; најистакнутији и најдалекосежнији пример је Холокауст, геноцид Адолфа Хитлера над једанаест милиона људи, од којих су шест милиона били Јевреји. Касније у Демократској Кампучији, генерални секретар Пол Пот и његова политика убили су око 1,7 милиона људи (од 7 милиона становника) током његове четворогодишње диктатуре. Као резултат тога, Пол Пот се понекад описује као „Хитлер из Камбоџе“ и „геноцидни тиранин“.
Међународни кривични суд је издао налог за хапшење суданског војног диктатора Омара ал-Башира због наводних ратних злочина у Дарфуру. Сиријски диктатор Башар ал-Асад, познат по извођењу бројних хемијских напада, често се сматра најсмртоноснијим ратним злочинцем 21. века због чињења злочина индустријских размера у Сиријском грађанском рату.